# Lilla kören
Lilla kören är en kör i Stockholm som grundades år 2005 av Pelle Olofson. De allra första medlemmarna var elever som gått ut Adolf Fredriks musikklasser som ville fortsätta träffas och sjunga tillsammans, och ha Pelle Olofson som dirigent.
2014 består kören av cirka 30 sångare i åldrarna 18-27 som repeterar varje vecka i Gustav Vasa kyrka i Stockholm. Gemensamt för sångarna är att de tycker om att sjunga musik med ett modernt tonspråk; förutom Olofsons egen musik är kompositörer som Frank Martin, Gösta Nystroem, Bengt Hambraeus och Ingvar Lidholm högt rankade.
Sedan starten har Lilla kören hunnit med konsert-turnéer till bl.a. Prag och Oslo. Sommaren 2013 ställde Lilla kören upp i en internationell körtävling i Florens där de vann samtliga av de fyra kategorier de ställt upp i. Pelle Olofson fick i denna tävling även pris som bästa dirigent, utsedd bland 19 andra deltagande kördirigenter.
Under 2013 spelade kören in sin första skiva, Utan Ord, som till stor del innehåller musik skriven av Olofson.